# 4 dies
4 dies (títol original en anglès, Four Good Days) és una pel·lícula dramàtica estatunidenca del 2020, dirigida i produïda per Rodrigo García, a partir d'un guió del mateix García i Eli Saslow, basada en l'article de Saslow del Washington Post del 2016 "How's Amanda? A Story of Truth, Lies and an American Addiction". És protagonitzada per Glenn Close, Mila Kunis i Stephen Root. S'ha doblat i subtitulat al català.
La pel·lícula es va estrenar al Festival de Cinema de Sundance el 25 de gener de 2020. Es va llançar en un llançament limitat el 30 d'abril de 2021, seguit d'una estrena a la carta el 21 de maig de 2021. A la 94a edició dels premis Oscar, el senzill principal de la pel·lícula "Somehow You Do" va ser nominat a la millor cançó original.